# ولگردهای سایه
ولگردهای سایه یا سایه‌های گمشده (به انگلیسی: The Shadow Strays) فیلمی هندی محصول سال ۲۰۲۴ و به کارگردانی تیمو تیاهانتو است. در این فیلم بازیگرانی همچون آرورا ریبرو، حنا ملاسان، تاسکیا نامیا، آگرا پیلیانگ، آندری مشهدی، چوو کین واه و یایان روهیان ایفای نقش کرده‌اند.